# 割礼
割礼（かつれい）とは、男性器もしくは女性器の一部を切開あるいは切除（場合によっては性器口を封鎖）する外科的施術を指す。割礼の習慣は、ユダヤ教徒、イスラーム教徒、赤道沿いのアフリカ原住民などの間に見られる。割礼の歴史は古く、紀元前の資料にまで遡る。割礼は単に個人に行われる習慣ではなく、通過儀礼・集団規範と関連するケースが多い。
女性器切除（female circumcision）を『女子割礼』と称す事がある。男子の割礼は包皮を切除、場合によっては尿道や一部睾丸の切除をする。女性器切除は場合によって、クリトリスや小陰唇、大陰唇を切除する。
一部の人権団体からは悪習と批判されている風習でもある。

## 語意

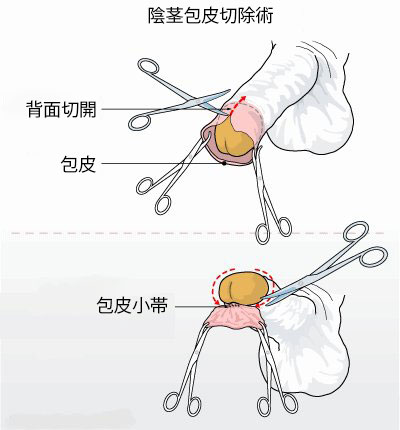
環状切開法による包茎手術の方法

聖書に記述されるcircumcisio（ラテン語）、circumcision（英語）の訳語として、漢字文化圏の言語(日本語・中国語・朝鮮語)で採用された。

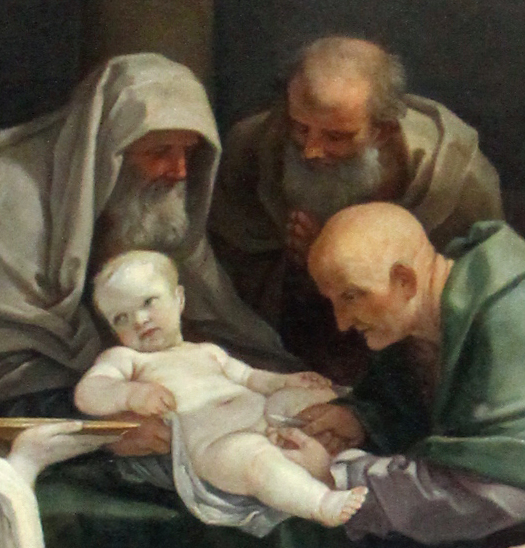
キリストの割礼（グイド・レーニ画、1640年頃、部分）

文化・宗教的な風習ではなく医療行為としての包皮切除については、日本語と朝鮮語では「包茎手術（ほうけいしゅじゅつ）、朝鮮語: 包莖手術（포경수술）」、中国語では「包皮環切術（簡体字：包皮环切术、繁体字：包皮環切術、拼音: Bāopíhuánqiēshù）」等の語を用いる。
circumcision（英語）は『男性の陰茎包皮の切除』である。宗教上の行為か否かに関わらず、医療行為としての包茎手術を含む。genital cutting は性器切断だが「割礼」とも翻訳され、これは割礼 (male genital cutting) と女性器切除 (female genital cutting) が含まれる。

## 概要

### 男性
古来ユダヤ教では男性器の包皮は不浄なものとされてきた。割礼の実践という清めにより、唯一神との契約関係に入ることができるとされた。唯一神との契約関係に入ることは、正規のイスラエル共同体の成員となることを意味する。イスラム教にも類似の考えが見られる。
割礼の時、下半身は裸の状態（全裸の場合もある）になり，ペニスの付け根あたりに麻酔をする。（この時、刺激によって勃起する場合もあるが、子供の場合大人と違って包皮が余るため問題はない。）そして，血流を止めたあと一気に切除する。
専門機関にて施術されることが多いが、地域によっては、屋外の人の目がある場所で行われる。

### 女性
アフリカ原住民などの間に見られる女子割礼（主にクリトリスの切除）も通過儀礼・集団規範として理解される。成人前に割礼を施すことにより、性欲を抑え、処女性を保たせる目的があるとされる。その集団においては、割礼をしていることが結婚をするにふさわしい純潔を保った女性であることの証明になるため、女子割礼は結婚を可能にする条件であり、集団的義務とされてきた。女子の場合はほとんどの場合、布で秘部を隠して施術担当者のみが秘部を見られるようにするのだが、稀に布が秘部よりも上（お腹）に寄ってしまったり布を使わずにオープンな状態で施術する場合もあり、周り（近所の男性など）に秘部を見られることもある。また、切除する箇所がクリトリスということもあり麻酔をせずに切除するため激しい痛みを伴う。

### 宗教別
『旧約聖書』に割礼の記述があることからユダヤ教、イスラム教では信仰の一環として行われている。キリスト教圏でも衛生上の理由も兼ねて行われている場合がある。また、アフリカ・オセアニアの諸民族などでは宗教とは無関係に「伝統的な風習として」割礼が行われている（後述）。
ユダヤ教では、割礼はブリット (ברית/Brit) と呼ばれ、ヘブライ語で「契約」を意味する語である。ユダヤ教徒の家庭に生まれた乳児および改宗者（=ユダヤ人）は、割礼を行わなくてはならない。これはブリット・ミラーと呼ばれ、モーヘールと呼ばれる専門家が行う。現代では割礼に反対するユダヤ人もおり、その場合はブリット・シャーローム（命名式に相当）をもって、割礼の代わりとする。ただしブリット・シャーロームは律法（旧約聖書）に反するとして否定する者も多く、一般的な儀式として広まってはいない。
イスラム教（イスラーム）においては、コーランには言及がないものの、ハディースにこれに関する記載があり、慣行（スンナ）として定着している。生後間もなくか、少年のうちに割礼が行われる。時期は生後7日目に行う場合から、10-12歳頃までの場合など幅がある。割礼後、祝宴が開かれ、盛装した男児が親族や近隣住民から祝福される。割礼を行っていない者が成人になってから改宗した場合は、解釈が一定ではないため必ずしも強制ではないが、なるべく割礼を行ったほうがよいとされる。
一方、キリスト教では、割礼を行う風習が無い地域にもキリスト教の布教を行い、割礼を行わない者がキリスト教へ改宗するための要件として割礼を要件としないという見解がパウロらによってまとめられたため、早い段階で割礼を行う習慣が廃れた。このことは『新約聖書』使徒行伝等で触れられており、キリスト教が世界宗教として広まる一因となった。現在では全く自由であるが、正教会系の一部の教派・地域では割礼を行うことが奨励されている。近代以降、アメリカ合衆国などでは衛生的理由から、割礼が広まった（後述）。ただしキリスト教の一宗派であるスコプチの割礼では、男性は陰茎・睾丸・陰嚢の外性器すべてを切除し、女性は乳房や陰核、小陰唇などを切除する。
この他、オーストラリアのアボリジニーの間では尿道の下部を切開する「尿道割礼」が、ミクロネシア連邦のポナペ島の住人や南アフリカ共和国からナミビアにかけて居住するホッテントット族の間では片方の睾丸を摘出する「半去勢」が行われていたが、いずれも成年男子への通過儀礼としての儀式すなわち割礼として行われている。
近年では男性の割礼も、児童虐待や男性差別だとして反対されることも増えてきた。

## 歴史

### ヘロドトスの記述
ヘロドトス（前484年 - 前425年）は『歴史』の中で、エジプト人・エチオピア人が昔から割礼を行っている、と書いている。（ギリシア人、ローマ人の間では割礼の習慣はなかった。）

### ユダヤ教
『創世記』17:9-14には、アブラハムと神の永遠の契約として、男子が生まれてから8日目に割礼を行うべきことが説かれている（ヘブライ語のBritは契約を意味するが、割礼の意味でもある）。割礼を受けた者だけが、過越の儀式に加わることを許された（出エジプト記12章43~49節）。ユダヤ教では、この伝統を引き継ぐ。
また創世記34章には、ヒビ人ハモルの息子シケムに娘ディナを陵辱されたヤコブの子らが、ディナに求婚してきたシケムに対して計略をしかけ、割礼を受けた者でなければ娘を嫁にやれないと答え、それに応じてシケムの町の人々が揃って割礼を受けた3日後に痛みに苦しんでいるところをヤコブの子シメオンとレビが襲って町中の男性を皆殺しにした記事がある。このことから、少なくともこれが書かれた当時は割礼後最低3日は日常生活に支障が出るほどの強い痛みが伴うのが当たり前だったということがうかがわれる。
セレウコス朝シリアにおいて、アンティオコス4世エピファネスの時代には割礼が禁じられて違反者は死罪になった記述がマカバイ記にある。

### イエスの割礼の日
イエス・キリスト自身も割礼を受けていたことは疑いがない。キリスト教のカトリック教会では、12月25日をイエスの誕生を祝う日としているので、8日後に割礼を行うユダヤ人の習慣から、1月1日をキリストの割礼の日、としている。キリスト教の正教会では、1月14日を主の割礼祭として祝う。

### キリスト教布教と割礼

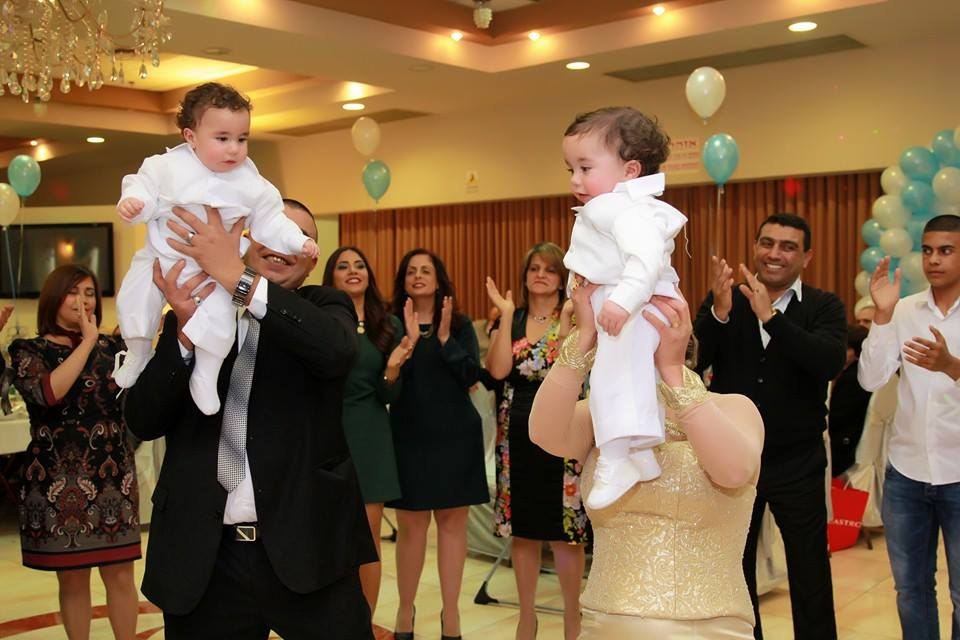
伝統的な割礼の衣装を着たコプト クリスチャンの子供たち

イエス・キリストの死後、使徒であるパウロらの伝道旅行において、割礼の風習が無い地域にもキリスト教が伝わったが、割礼の風習がない「異邦人」（＝ローマ人、ギリシア人など）が改宗した場合に割礼を行うかどうかが大きな問題になった。異邦人への文化適合を重視するアンティオキア教会と、律法（＝旧約聖書）の厳格な遵守を重視するエルサレム教会が論争を行った。紀元48 - 49年頃のエルサレム会議でも、割礼について議論され、最終的に「しめ殺した動物、血、偶像礼拝、不品行」を忌避すれば、割礼を含む他の律法の遵守は免除されることで合意が成立した。
キリスト教の信仰と割礼の有無が、まったく関係ないことは、『新約聖書』ガラテヤの信徒への手紙などで明確に述べられている。入信に割礼を求めないことは、割礼の風習が無い地域へキリスト教の信仰が広まり、世界宗教となる大きな要因となった。
なお、その後、紀元90年頃のヤムニア会議で、ユダヤ教とキリスト教は完全に分断した。

### ローマ帝国における禁止令
ローマ帝国のハドリアヌス皇帝の時代には帝国全土に割礼禁止令が出され、『皇帝史（Historia Augusta）』などではこれがユダヤ人たちのバル・コクバの乱の原因になったという説が挙げられている。
この対象はユダヤ人以外の民族にも適用され、サマリア人やナバテア人（ナバテア人にあった割礼の掟自体はトラヤヌス皇帝の時代に直接支配された時に廃止）、およびエジプト人も規制対象になっている記録があるが、後にこれは緩和されユダヤ人の場合は「割礼はユダヤ人達が自分達の息子に施す場合は許される」という勅令が次代のアントニウス・ピウス皇帝の時代に出されたが、成人がユダヤ教に改宗する場合は割礼は認められなかった（前述の説明の後に「他は罰則の適用になる」と続くため）といった記録や、2世紀終わりごろのエジプトで「割礼の風習のある宗教の聖職者は後継者の息子に割礼をする場合、請願書を出して役人とローマ人最高祭司の許可を得れば割礼が認められる。」という記録があり、一律禁止ではなくなったことが分かる。

### 欧米での現状
アメリカ

キリスト教徒が約8割を占めるアメリカ合衆国では、宗教との関連ではなく、衛生上の理由および子供・青少年の自慰行為を防ぐ目的などの名目で、19世紀末から包茎手術が行われるようになり、特に第二次世界大戦後、病気（性病、陰茎がんなど）の予防に効果があるとされ、普及するようになった。これには、医療従事者に割礼を行う宗教(主にユダヤ教)の信徒が多く、包皮切除に対する肯定感が高かったため、という指摘もある。
1990年代までは生まれた男児の多くが出生直後に包皮切除手術を受けていた。アメリカの病院で出産した日本人の男児が包皮切除をすすめられることも多かった。しかし衛生上の必要性は薄いことが示されるようになり、手術自体も新生児にとってハイリスクかつ非人道的との意見が強まって、1998年に小児科学会から包皮切除を推奨しないガイドラインが提出された。これを受け、包皮切除を受ける男児は全米で減少してきているが、21世紀に入ってからもなお6割程度が包皮切除手術を受けている。
また、「身体の統一性」および「自己の決定権」という意識から、生まれたときに勝手に行われた包皮切除を嫌い、包皮の復元手術を行い「ナチュラル・ペニス」にしようとする人も少なくない。アメリカの社会学者・マスキュリストであるワレン・ファレルは男児への割礼強制を男性差別であると非難している。
ドイツ
2010年、イスラム教徒の子どもに割礼を行った際に出血多量となり、施術した医師が傷害罪で起訴される事件が起こった。2012年6月に出されたケルンの裁判所の判決で、医師は無罪となったものの「傷害罪」とみなされるという判断が示された。この判決に対し、ユダヤ教徒とイスラム教徒約300人がベルリンで異例の合同デモを行い、宗教の自由をめぐる激しい論争が繰り広げられた。同年12月、連邦議会で宗教的な割礼手術を法律的に保護する法案が可決された。
イタリア
2018年12月25日、イタリア・ローマ近郊モンテロンドの移民収容施設で、割礼（男性器の包皮の一部を切り取る風習）の失敗が原因で、2歳の男の子が失血死した。この男児の双子の兄弟も割礼を受けたが、病院で手当てを受け、快方に向かっている。地元メディアによると、施術した66歳の男が殺人容疑で逮捕・訴追された。地元メディアによると、この母親自身はキリスト教カトリック信者だが、ナイジェリアのイスラムの慣習を尊重して兄弟に割礼を受けさせた。
イタリアの公共医療機関は現在、割礼を行っていない。保健医療の慈善団体AMSIによると、イタリアでは毎年約5000件の割礼が行われているが、そのうち3分の1が違法に行われているという。
イギリスほか
第二次大戦後、公費負担医療制度 (NHS) に移行するにあたって、同制度でカバーされる各手術の費用対効果が求められた。リスクがメリットを上回るとの報告を受けて、包茎手術はカバーされないこととなった。その結果、イギリスや他のヨーロッパ諸国では包茎手術の割合は低下した。1970年代には、オーストラリアとカナダそれぞれの医師会が、新生児への定型的な包茎手術を推奨しないようになり、両国の包茎手術の割合も低下した。

## 割礼を行う国
割礼を行う習慣が一般化している国を挙げる。

### 東南アジア
- マレーシア、フィリピン、インドネシア、ブルネイ

- なお日比ハーフの男児は日本在住であっても割礼を受ける場合がある。たとえばGENERATIONSの白濱亜嵐は10歳のときフィリピンで施術されている[13]。

### 中央アジア・西アジア

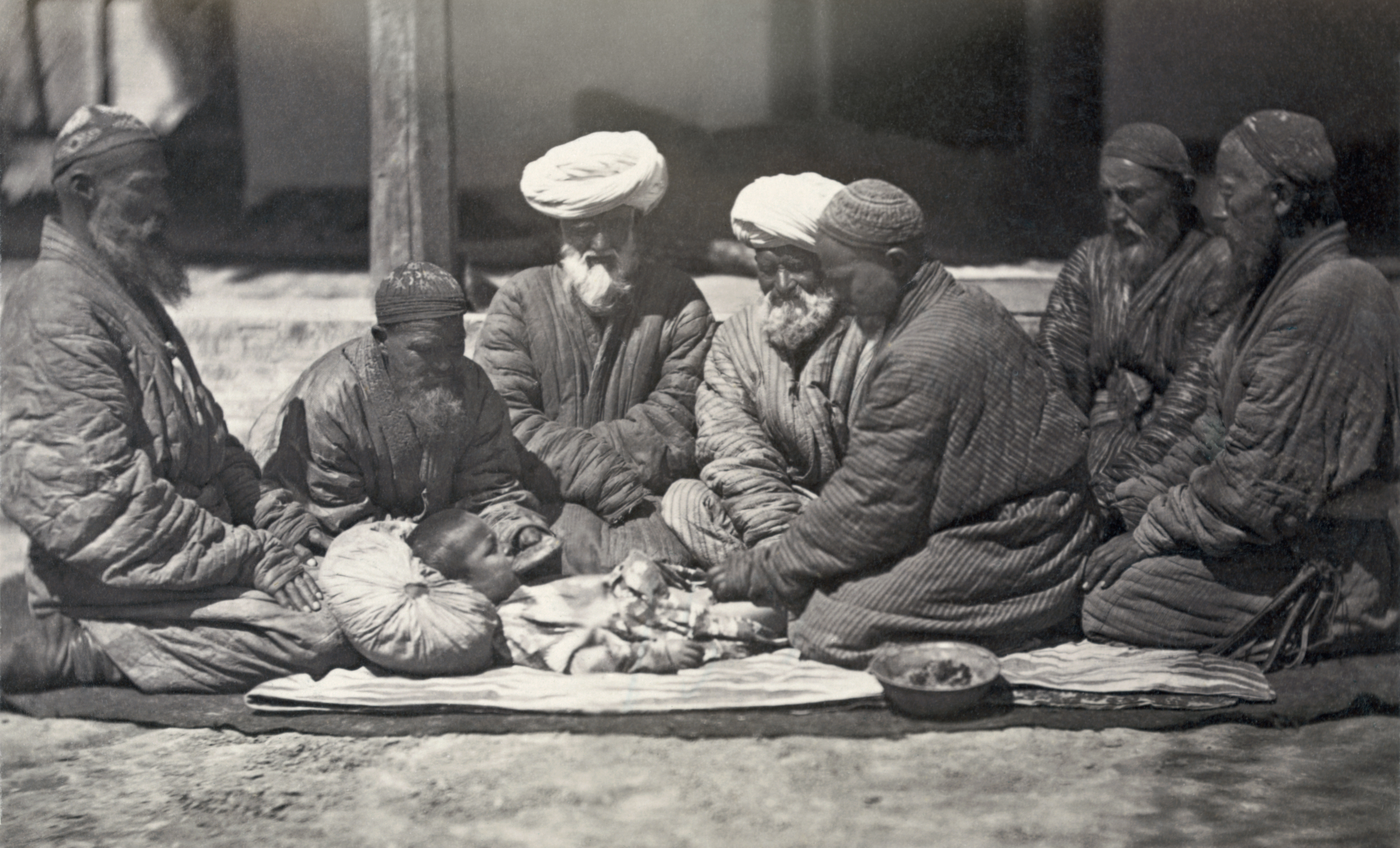
小児への割礼（中央アジア、1870年前後）

- アフガニスタン、バングラデシュ、パキスタン、イラン、イラク、イスラエル、クウェート、レバノン、シリア、トルコ、トルクメニスタン、アラブ首長国連邦、イエメン、サウジアラビア、タジキスタン、ウズベキスタン、モルディブ、アゼルバイジャン、バーレーン、カザフスタン、カタール、ヨルダン、オマーン、キルギス

これらの国の大半は、国民中におけるイスラム教・ユダヤ教（いわゆる「アブラハムの宗教」）教徒の比率が極めて高い。

### アフリカ
- エジプト、リビア、チュニジア、アルジェリア、モロッコ、エリトリア、ガーナ、ギニア、ニジェール、ナイジェリア、トーゴ、ベナン、カメルーン、チャド、ジブチ、ガボン、ガンビア、マダガスカル、マリ、モーリタニア、ケニア、コンゴ共和国、シエラレオネ、ソマリア、スーダン、エチオピア、モザンビーク、ブルキナファソ

北アフリカ、東アフリカなどはイスラム圏。成人儀礼として行われている国もあると考えられる。

### 北アメリカ大陸
- アメリカ合衆国

現状については前出。アメリカ大陸先住民の中には、ヨーロッパ人到達以前から成人儀礼として包皮切除を行っていた部族があった。

### ヨーロッパ
アルバニア、コソボ、ボスニア・ヘルツェゴビナ、マケドニア

### オセアニア
- オーストラリア、トンガ、サモア、バヌアツ、コモロ、チャンモロ

多くの地域で、成人儀礼として行われている。オーストラリアの先住民アボリジニーは、通常の割礼に加えて、陰茎の下部を尿道まで切り開く尿道割礼を行うことで知られていた。

## 割礼と病気

### 性感染症
性病は、包皮切除をしていれば症状が発生しにくい。この原因としては「包皮が取り除かれ、亀頭粘膜が角質化するため」、「性交後に膣分泌液が包皮の裏に残らなくなるため」、「性器が乾きやすくなるため、ウイルスが粘膜上で生存する可能性が低減される」、「包皮には 性感染症の標的となる細胞が多数存在するのだが、包皮を切除することによってその標的細胞の数が減るため」といった理由が考えられている。
だがいずれも複数の人間との無分別な性行為をしなければ感染のリスクは低い。また、包皮の有無に関わらず多くの性病に関しては陰茎の洗浄を行っているかが重要である。ただし、複数の異性との無思慮な性行為を常とする男性の場合には、性行為に伴う性病感染予防の観点からは利点は存在する。ウイルスが表面上に滞在する期間によって感染率が異なるのであれば、性行為後に念入りな洗浄を行えば包皮の有無は関係しなくなる。
また、性感染症のリスクは感染源のウイルスを持つ女性器への挿入時間によっても大きく異なることになるが、一般に包皮を持つ男性は亀頭が刺激に慣れていないため包皮が無い男性に比べて射精までの時間が短いと言われている。つまりウイルスの滞在期間や滞在箇所の湿度、環境にのみ観点を置く限りは包皮の有無と性感染症の関連性を実証出来ない。

### AIDS
包皮切除（割礼）を受けている男性は、受けていない男性よりも大幅にHIV陽性率が低い、もしくはエイズ罹患率が低いという話もある。現在イスラム圏である西アフリカのエイズ罹患率が南部アフリカよりも大幅に低いのは、割礼（包皮切除）を受けている男性の割合が高いことが一因であるという研究もある。この原因はHIVの対象となるCD4陽性T細胞やランゲルハンス細胞が包皮に多くあり、それが切除されるためと言われている。
ベルトラン・オヴェールの研究（成人に割礼を行わせ、「受けた群」と「受けない群」の2群を比較した）などを見る限り、割礼はエイズ感染に何らかの予防効果を持つ。ただ、オヴェール自身は安易にその事実を持ち出して割礼を受けさせる事は、複数人との安易な性行為の増加につながりかねないという警告を同時に行っている。現にアフリカではこの研究結果を信じて、コンドームを着けない人が増えたため、更にエイズが拡散されるという事態に陥っている。この研究結果をどれだけよく見積もったとしても、最大で60％の効果しかないので、結局はコンドームをつけないとエイズは防げない。(Westercamp 2010)。
インドでは 1993年から2000年にかけて HIV 未感染の男性2298人についての追跡調査が行われた。約1年間の調査期間中に感染が見られたのは割礼を受けている191人中では2人であったが、受けていない 2107人では165人に感染であった。
介入試験ではフランス国立エイズ研究機関 (ANRS) により南アフリカで男性3000人に対して実施された試験では感染率は約1/3になるとされ、イリノイ大学によりケニアで男性2784人を対象に行われた試験では60%のリスク低減が、ジョンズ・ホプキンス大学によりウガンダで男性4996人を対象に行われた試験では51%のリスク低減が判明している。これらの試験はいずれも途中で、試験の中止および被験者全員への割礼が勧告されている。
これらの研究から、衛生的・医学的に行われた男性割礼はエイズ感染を予防する有用な方法として認められ、UNAIDSを中心に特に東部・南部アフリカでの自発的医学的男子割礼 (VMMC : voluntary medical male circumcision) によるエイズ感染予防策が推進されている。

しかし一方で、いくつかの研究から割礼ではエイズ感染を防ぐことができないとする研究者もいる(Connolly 2008)。また結果が判明する前に試験が中断されるなど、これらの調査方法におけるいくつもの欠陥を指摘する研究者も多い。例えば、アフリカで実施された研究では男女間での性交のエイズのリスクしか調査対象になっておらず、同性間での性交、注射器のうち回しによるエイズのリスクが考慮されていない。そして試験が行われた土地の範囲が狭く、エイズのリスクが軽減したという報告する試験結果もまだ3件しかないので、未だ定説には至っていない。一方で、パートナーの男性が割礼済みであっても、性交をする相手の女性や男性のエイズ感染のリスクが下がることはないことも指摘されている(Wawer 2009, Jameson 2009)。